# Plaisance (ort i Haiti, Nord, lat 19,60, long -72,46)
Plaisance är en ort i Haiti.   Den ligger i departementet Nord, i den norra delen av landet, 120 km norr om huvudstaden Port-au-Prince. Plaisance ligger 395 meter över havet och antalet invånare är 4 152.
Terrängen runt Plaisance är kuperad. Runt Plaisance är det tätbefolkat, med 476 invånare per kvadratkilometer. Närmaste större samhälle är Lenbe, 13,7 km nordost om Plaisance. Omgivningarna runt Plaisance är en mosaik av jordbruksmark och naturlig växtlighet.